# Адам Уест
Адам Уест (на английски: Adam West, рождено име Уилям Уест Андерсън) е американски актьор, най-известен с ролята си на Батман/Брус Уейн в телевизионния сериал „Батман“ през периода 1966 – 1968 г.
На 5 април 2012 г. е удостоен със звезда на алеята на славата в Холивуд.

## Личен живот
Женил се е три пъти. Първият му брак е с Били Лу Ийгър през 1950 г. Развеждат се шест години по-късно. През 1957 г. се жени за Нгара Фризби Доусън, от която има две деца, и се развеждат през 1962 г. През ноември 1970 г. Уест се жени за Марсел Таганд Лиър. Имат две деца и остават заедно до смъртта му 46 години по-късно. Има и две доведени деца.

## Смърт
Уест умира на 9 юни 2017 г. в Лос Анджелис след кратка битка с левкемията.